# Semiotus regalis
Semiotus regalis là một loài bọ cánh cứng trong họ Elateridae. Loài này được Guerin miêu tả khoa học năm 1844.